# Ptilodactyla punctatostriata
Ptilodactyla punctatostriata là một loài bọ cánh cứng trong họ Ptilodactylidae. Loài này được Murray miêu tả khoa học năm 1868.